# Vanessa Alvario
Vanessa Alvario (Quevedo, 3 de agosto de 1994) é uma atriz equatoriana. Ela ganhou o prêmio de melhor atriz por sua atuação no filme Não Roubarás… A Menos Que Seja Necessário, durante a cerimônia dos Prêmios Coral do 35º Festival de Cinema de Havana.

## Filmografia
- 2013: No robarás... (a menos que sea necesario) ...  Lucia